# Павленко, Андрей Николаевич
Андре́й Никола́евич Павле́нко (род. 14 октября 1958) — русский философ, специалист в области философии науки, онтологии и эпистемологии, профессор, доктор философских наук.

## Биография
Родился 14 октября 1958 года в Риге (Латвийская ССР) в семье инженеров. После получения среднего образования работал оформителем в художественной мастерской. С 1977 по 1979 год — служба в СА. В 1980 году поступил на философский факультет МГУ им. М. В. Ломоносова. Во время обучения слушал курсы на философском и физическом факультете МГУ. В 1985 году с отличием окончил философский факультет и поступает в аспирантуру. В июне 1989 года защитил кандидатскую диссертацию «Динамика эволюции космологического знания» по специальности «Философия науки» (Научный руководитель — член-корр. РАН С. Т. Мелюхин). В июне 1990 года принят на работу в качестве научного сотрудника в Институт философии АН СССР. В июне 1999 года защитил в Институте философии докторскую диссертацию «Реконструкция эпистемологического поворота в европейской космологии» по специальности «Философия науки». С 1996 по 1998 и с 2000 по 2015 годы преподает на философском факультете МГУ, с 1999 года по 2020 — на гуманитарно-социальном факультете РУДН, а с 2006 года по 2019 — на кафедре «Истории и философии науки» РАН. С 2000 года — ведущий научный сотрудник ИФ РАН. С 2005 года в рамках отдела «Философия науки и техники» ИФ РАН возглавляет исследовательскую группу «Онтология» и научный семинар «Онтология науки».
Читает доклады и лекции за рубежом, например, в США, Финляндии, Литве, Белоруссии, Испании и Австрии.
С 2010 по 2016 годы в качестве научного coруководителя (вместе с профессорами А. И. Осиповым и В. Н. Первушиным) принимал участие в организации семи конференций «Наука, философия, религия», проходивших в Дубне.
Женат. Сын — Павленко Тимофей Андреевич, оперный певец.

## Научная деятельность

### Методологический анализ оснований современного физико-космологического знания
Методологический анализ природы античного, нововременного и современного физико-космологического знания приводит А. Н. Павленко к выводу о существовании «эпистемологического поворота» в современном физико-космологическом знании от нововременных стандартов и ценностей к стандартам и ценностям физико-космологического знания в античности. Вывод о существовании «эпистемологического поворота» в современном физико-космологическом знании позволила сделать выявленная им в 1987 г. «стадия эмпирической невесомости теории» (СЭНТ). Согласно А. Н. Павленко, в физико-космологическом знании, начиная со второй половины XIX в., происходит изменение вектора в отношениях между «теорией» и «опытом». Если раньше «опыт» стимулировал появление объясняющих его «теорий», то теперь «теории» стимулируют «опытные» исследования. Между предсказанием «теории» и его «опытным» подтверждением возникает временной зазор, который имеет тенденцию к увеличению. А. Н. Павленко показал, что на стадии «эмпирической невесомости» теория принимается сообществом исследователей не на основе простой «конвенции», а на основе внутритеоретических критериев. В результате сравнительного анализа А. Н. Павленко делает следующий вывод: теория, на стадии «эмпирической невесомости», не требует обращения к интерсубъективным аргументам как решающим в обосновании физико-космологического знания. Этот вывод позволяет ослабить скептический аргумент Баса ван Фраассена  об элиминировании «истины» и её замене — «адекватностью», в свою очередь, основанной на «принятии» теории научным сообществом. Анализ предпосылок космологического знания эпохи Возрождения (Н. Кузанский, Н. Коперник, Г. Галилей, И. Кеплер и др.) позволил А. Н. Павленко прийти к радикальному выводу о том, что возрождение античных ценностей научного познания и античности в целом в полном объёме в 15-17 столетиях не состоялось. Рассматривая научные предпосылки появления антропного космологического принципа (АКП), А. Н. Павленко приходит к выводу о том, что АКП является естественным следствием эволюционной космологии Фридмана — Леметра. Появление в космологии инфляционных сценариев, делающих акцент на объяснении механизма происхождения Вселенной, естественным образом затребует появление такого принципа, который бы устанавливал зависимость (корреляцию) рождения Вселенной и рождения наблюдателя (человека). В 1993 г. А. Н. Павленко формулирует «принцип генетического подобия» (Principle of Genetic Similarity) наблюдателя и Вселенной, согласно которому «человек» и «Вселенная» в своем развитии обязательно проходят две стадии:1) пренатальную (стадия «раздувания») и 2) постнатальную (стадия режима «обычной эволюции»).

### «Теория и театр»
Одна из самых оригинальных философских концепций А. Н. Павленко, в рамках которой он исследует феномен параллелизма в происхождении и развитии европейского «театра» и «теории» как основной формы научного знания. Схематично концепция выглядит следующим образом. Вначале человек существовал в неразрывном единстве с миром. Но в результате оскудения религиозной энергии единое некогда бытие раскалывается, человек вычленяется из целостного космоса и вынужден отныне представлять бытие, вместо того, чтобы обладать «живым единством человекомира». «Представление» оказывается не просто формой познания, но способом организации бытия, а «теория» и «театр» оказываются его орудиями. Утверждение «представления» как способа организации бытия генерирует деление всего на представляемое и представляющего, на объект и субъект, порождая тем самым бинарные оппозиции «спектакль — зритель», «сцена — зал», «явление — наблюдатель», «природа — исследователь». При этом связь теории и театра форматируется и отображается через представление по-разному в конкретные исторические эпохи. С приходом же современных форм взаимодействия человека с миром представление не только не уменьшает сферу своего влияния, но, напротив, утверждает своё могущество ещё более изощренными способами, имитируя единство человека с универсумом (миром).
В рамках этого исследования следует выделить следующие результаты. Во-первых, А. Н. Павленко показал, что процесс «включения представляющего в представляемое» приводит к парадоксу. Другими словами, человек сам становится «рамкой» теории, а, стало быть, и главной системой отчета, что ярче всего проявляется в антропном космологическом принципе. Активность роли человека-наблюдателя теперь заключается уже не только в том, что он рассматривает открываемые им законы и явления природы, но в том, что он сам непосредственно участвует в их появлении. Фактически теория выступает в роли трансформера, который всякий раз меняет свою форму в зависимости от того, какую модель бытия собирается конструировать человек-наблюдатель. Аналогичные процессы имеют место и в «театре-трансформере».
Во-вторых, А. Н. Павленко выделяет три свидетельства происхождения «представления» как способа организации бытия: лингвистическое, поэтическое и эпистемологическое. Решающим для А. Н. Павленко является лингвистическое, которое свидетельствует о невозможности выражения современными языками (имеющими только активный и пассивный залоги) цельности первоначального «человекомира». Дело в том, что догомеровский человек выражал цельность и полноту универсума соответствующими формами языка, которые на сегодняшний день утрачены. В частности, речь идет о медиальном залоге, то есть прямовозвратной форме глагола, которая управляла винительным падежом прямого дополнения. Онтологический смысл медиального залога заключается в том, что древний мир был не пассивным и обезличенным, но одушевленно-деятельным. Медиальном залогом говорило само Бытие. Современные языки лишены медиального залога и поэтому любые современные реконструкции мифа оказываются ограниченными.
В-третьих, А. Н. Павленко показывает, что «теория» и «театр» являются секуляризованными формами выражения конкретных религиозных убеждений, точнее говоря, «продуктами» истощения конкретного религиозного опыта, связанного с конкретной религией.

### «Онтологические основания техники»
Это важный рубеж в разработке темы после работ П. Флоренского, М. Хайдеггера и Ф. Дессауэра . В этом смысле онтология техники А. Н. Павленко уникальна и не ограничивается лишь общеизвестной критикой антропологического и инструментального подходов. Опираясь на учение П.Флоренского о «технике как способе организации пространства», учение о «поставе» М. Хайдеггера и учение Ф. Дессауэра о «законосообразности» техники, А. Н. Павленко вводит новые понятия, такие как «Прописи бытия», «линейно-эсхатологическая машина времени (ЛЭМВ)», «рапидактор», «цивилизьяна».
В частности, в контексте учения П. Флоренского о пространстве как силовом поле деятельности, Павленко А. Н. развивает мысль об онтологической Прописи как упорядоченной субструктуре бытия и далее выявляет на её основе истоки современной техники. Бытие уже тотально и целиком содержит все «прописи» всех технических артефактов. Человек лишь обводит эти онтологические прописи, с той или иной степенью точности. Отсюда вытекает возможность разработки онтологии технического конструирования мира, коррелирующая с технической теодицеей Ф. Дессауэра и его «миссией инженера».
А. Н. Павленко также высказывает идею, согласно которой в основании современной техники лежит специфическое понимание природы времени — темпоральная асимметрия «будущего» в отношении «настоящего» и «прошлого». В этом смысле современная техника есть техническая форма реализации «эсхатологического проекта», который исторически и аксиологически является случайным, а, стало быть, содержит предпосылку его возможной корректировки (преодоления) — в мире (обществе), где не доминирует эсхатологизм и техника будет другая. Но разворачивание и актуализация вовне эсхатологического проекта запускает провокационный механизм антропологической трансформации. Как следствие, человек есть уже не пастух бытия, но господин посю-стороннего мира. Именно в этой точке, на краю обрыва, человек наивно объявляет себя царем природы, а «постав» (М. Хайдеггер) становится судьбой человечества. А. Н. Павленко эту ступень развития (падения?) человека маркирует словом «цивилизьяна», существование которой, в свою очередь, подчиняется закону обратного отношения индивидуации и дезиндивидуации человека.

### Критика коммуникативной способности обоснования знания
В этом направлении А. Н. Павленко проведен критический анализ «интерсубъективного» способа обоснования знания в целом и коммуникативной программы, в частности. При этом он показывает, что надежды Э. Гуссерля, Л. Витгенштейна, К.-О. Апеля и Ю. Хабермаса по преодолению метафизики с помощью апелляции к «интерсубъекту» (коммуникативному сообществу) оказываются нереализуемыми. Для доказательства своих положений А. Н. Павленко анализирует логические, эпистемологические и онтологические основания коммуникативной программы.
В центре его критики находятся четыре главных тезиса коммуникативной программы: 1) «общезначимость» заменяет «истину»; 2) «коммуникативное сообщество» заменяет «индивида»; 3) «полилог (диалог)» заменяет «монолог»; 4) «коммуникативное действие» заменяет «теорию». Детально останавливаясь на каждом из четырёх пунктов, автор убедительно показывает, что ни один из них не является состоятельным: установление общезначимого статуса коммуникативно «нагруженных» высказываний содержит порочный круг; утверждение о «смерти индивида» приводит к абсурду и т. д. Приговор А. Н. Павленко суров и безутешен: коммуникативная программа и стоящий за ней интерсубъективизм — суть разновидности психологизма в философии. Более того, коммуникативная программа содержит в себе родовой порок всех социоцентристских моделей общества и познания, а именно, превалирование коллективного над индивидуальным, а в пределе — и подавление личности обществом.
Идея А. Н. Павленко о культурно-исторической обусловленности появления коммуникативной программы и её корреляция с «соборностью» заслуживает отдельного внимания. Для демонстрации этого факта им специально был сделан «шаг в сторону» от философии — к религиозному пониманию «библейской общины» («кафоликии» в западном христианстве и «соборности» — в восточном). На основе произведенного аналитического вычленения существенных признаков «соборности», А. Н. Павленко проводит процедуру «секуляризации». Именно эта процедура и позволяет увидеть общий исток всех «коммуникативных проектов» последних десятилетий.

### «Лекции о Достоевском»
Основная задача настоящей работы состоит в продумывании вместе с Ф. М. Достоевским тех идей, мыслей, моделей и пророчеств, которые были предложены великим гением своим соотечественникам и всему миру, но которые остались, в значительной степени, не понятыми, не замеченными, а иногда — и вовсе забытыми.
В работе впервые представлена реконструкция аутентичных взглядов Ф. М. Достоевского на свободу, спасение, человеческое существование, общежитие человека, его перфекционистские и имперфекционистские надежды, на свойства пространства и времени, на природу и её красоту. Реконструировано его религиозное завещание потомкам, данное в «Бесах». Показан онтологический фундамент утверждений Ф. М. Достоевского о том, что «мир спасёт красота». Продемонстрировано, почему утверждение Ф. М. Достоевского «русский народ — народ богоносец» имеет глубокий религиозный смысл.
Реконструирована критика Ф. М. Достоевским таких утопий, как «социализм», «коммунизм», «революционный тоталитаризм», «безответственный гуманизм» и «лукавый либерализм».

### Theoria vs observatio: возвращение из обморока

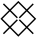

Настоящая книга является сборником статей и докладов, основной блок которых посвящен анализу и критике «эмпиризма» как доминирующего типа научного и научно-философского мировоззрения, господствовавшего на протяжении последних четырёх столетий. Показано, что основное требование эмпиризма — существует то и только то, что чувственно (эмпирически) наблюдаемо — в современной науке (физике и космологии) оказывается не реализуемым. Уход от этого требования, по сути, является возвращением из «эмпирического обморока». В работе впервые вводится символьное изображение «онтологической прописи» и анализируются её временные свойства. Автором представлен «псематический парадокс», обнаруженный при анализе дефляционных моделей «истины» и «лжи». В книге представлены также статьи и природе «креативности», «чрезмерного сознания» (сюнейдофрении), ценностей, связи науки и религии и некоторые другие. Книга может представлять интерес для специалистов в области онтологии, философии науки, эпистемологии, философии сознания и философии религии.

### Новые Че́рты и Ре́зы
В работе предложена философская концепция объяснения мира, объединяющая Древнее Православие и современную аналитическую философию. Для её построения вводятся такие новые понятия как: «Пропись» («Онтологическая Пропись»), «чёткая Пропись», «нечёткая Пропись», «длящиеся слова», «сингулярные слова» и некоторые другие. Показано, что «Мир есть онтологическая Пропись», которая описывается четырнадцатью аксиомами. Наряду с «истиной» и «ложью» предложены две новые оценки знания - «правда» и «навда». Для выявления их свойств построена четырёхкомпонентная матрица. В работе рассмотрены также: древнерусская теокосмогония, соотношение техники, информации, сознания и Вселенной, свобода и её угнетение.

## Основные работы
Монографии
- «Европейская космология: Основания эпистемологического поворота» — М.: Изд-во «Интрада», 1997 г. — 256 с.
- «Бытие у своего порога (посильные размышления)» — М.: ИФ РАН, 1997. — 212 с.
- «Теория и театр»[12]— СПб: Изд-во С.-Петерб. ун-та, 2006. — 234 с.
- «Возможность техники» — СПб.: Алетейя, 2010. — 224 с.
- «Ratiofundamentalism and its overcoming» — LAP LAMBERT Academic Publishing GmbH & Co. KG, 2011. — 246 p.[13]
- «Философские проблемы космологии: Вселенная из „ничего“ или Вселенная из „небытия“?» — М., 2012. — 208 с.
- «Пределы интерсубъективности (критика коммуникативной способности обоснования знания)» — СПб: Алетейя, 2012. — 278 с.
- «Простота русского простора» — СПб.: Алетейя, 2014. — 226 с.
- «История как символ. Философские заметки» — СПб.: Алетейя, 2016. — 347 с.
- «Лекции о Достоевском» — СПб.: Алетейя, 2016. — 272 с.
- «Theoria vs observatio: возвращение из обморока» — СПб.: Алетейя, 2018.
- «Новые Че́рты и Ре́зы» (Прописи 1-6) — СПб.: Алетейя, 2020. — 360 с.
- «Новые Че́рты и Ре́зы» (Прописи 7-12) — СПб.: Алетейя, 2022. — 454 с
- "Наблюдение за наблюдающим. (Theoria vs Observatio:восстановление)", — СПб.: Алетейя, 2022. — 314 с

Сборники под редакцией
- «Наука в зеркале философии XX века» — М.: ИФ РАН, 1992.
- «Замысел Бога в теориях космологии» — СПб.: Издательство С. П. Б. Г.У, 2004.
- «Наука и искусство» — М.: ИФ РАН, 2005.
- «Замысел Бога в теориях физики и космологии. Время» — СПб.: Издательство С. П. Б. Г.У, 2006.
- «Философия науки. Выпуск 14» — М.: ИФРАН, 2009.
- «Вестник РУДН (Философия), 2009» — № 3.
- «Вестник РУДН (Философия), 2011» — № 3.
- «Вестник РУДН (Философия), 2013» — № 4.
- «Ложь как проблема формальной онтологии», - СПб., - Алетейя, 2019,- 238 с.

Основные статьи
- «Динамика развития современного космологического знания» // Вест. МГУ (Философия). В. 3., 1988.
- «Идеи К. Э. Циолковского о причине космоса и новая революция в космологии» // Труды XXIV чтений, посвященных разработке научного наследия и развития идей К. Э. Циолковского. М., 1991.
- «Идеалы рациональности в современной науке» // Вестник Российской Академии наук. М., 1994. №. 5.
- «Современная космология: проблема обоснования» // Астрономия и научная картина мира. М. ИФ РАН, 1996.
- «Современная космология: новые идеалы рациональности» // Исторические типы рациональности. Т.2, Глава X. М.: ИФ РАН, 1996.
- «Эпистемологический поворот» // Вестник Российской Академии наук. М., № 4, 1997.
- «Антропный принцип: истоки и следствия в европейской научной рациональности» // Философско-религиозные истоки науки", Москва, МАРТИС, 1997, С.178-218.
- «Стадия эмпирической невесомости теории» и ad hoc аргументация" // Философия науки. Вып. 4. М. ИФ РАН, 1998.
- «Происхождение Вселенной: история одного урока» // Человек. В 1. М., 1999.
- «Христианство и хаотическая космология: постановка проблемы» // 100 лет кванту. М.: ИФ РАН, 2001.
- «„Экологический кризис“ как псевдопроблема» // Вопросы философии. № 7, 2002.
- «Место „хаоса“ в новом мировом „порядке“» // Вопросы философии. М., № 9, 2003.
- «Вселенная из „ничего“ или Вселенная из „небытия“: Постановка проблемы» // Впервые опубликована в: Замысел бога в теориях космологии, Издательство СПбГУ, 2004, С.119-126.
- «Теорема о „затылке“»// Вопросы философии. № 2, 2005.
- «Теория и театр» // Наука и искусство. М.: ИФ РАН, 2005.
- «Теория-трансформер: трудноузнаваемые истоки» // Философия науки. М.: ИФ РАН, 2006.
- «Конечное все бесконечной Вселенной» // Вопросы ВИИЕТ, 2007,№ 2.
- «Рациофундаментализм» // Вопросы философии, 2008, № 1.
- «Цивилизьяна» // Человек, 2008, № 5.
- «Принцип „наблюдаемости“: почему нереализуема теория бесконечной Вселенной?» // Вестник РУДН, 2009, № 3.
- «Является ли „коммуникативная программа“ обоснования знания универсальной?» // Вопросы философии, 2009, № 11.
- «Коммуникативный острог //Логико-философские исследования» М.: Типография МосГУ, 2010[14]
- «Античный космос и современная космология» // Физика, космология, культура / Отв. ред. В. В. Казютинский. М.: ИФ РАН, 2011[15]
- «Принцип наблюдаемости, „стадия эмпирической невесомости теории“ (SEWT) и „конструктивный эмпиризм“ (СЕ)» // Вестник РУДН (Философия), 2011, № 3. С. 8-21[16]
- «Коммуникация — условие передачи знания и реализации Vim-технологий» // Вестник РУДН, 2012[17]
- «Пасторальная модель коммуникации: аппликативная интерсубъективность»[18]
- «Сосуществование Вселенной и человека: от квантовой космологии к антропологии и обратно»[19]
- «Новый шанс для философии (Удел философии в преддверии господства техники)»//«Вестник РУДН (Философия), 2014» — № 4[20]
- "Ф. М. Достоевский и рождение русского экзистенциализма. Человек из «подполья» // Вестник славянских культур, № 1 (35), март 2015.[21]
- Креативность и «креатизмы»[22]

Публицистика
- "Два аргумента против инструментального понимания природы науки и техники: 1) «Почему „хорошее“ хуже „плохого“?», 2) «Бог и спички» // Сборник материалов XIVконференции «Наука и, философия, религия» (Человек в техническом мире: вызовы XXI века), Дубна, 10-11 ноября 2011 г., Москва: Фонд Андрея Первозванного, 2012 г.,с. 243—248.[23]
- «Лицо русской философии» // Философия и культура, 2009, № 6.[24]
- «Особый сплав ума и веры» // Вопросы ИИЕТ, 2009, № 3.[25]
- «Является ли творением Бога творение его творения» // Вестник Фонда Андрея первозванного и Центра национальной славы. М., 2010, № 4. С.62-64.[26]

Эссе
- «Осязание тишины» // «Национальные интересы», 2012, № 3.[27]
- «Простота русского простора» // Национальные интересы, 2002, № 1.[28]
- «В присутствие урожая»[29]

## Иное
С 1990 по 1992 гг. А. Н. Павленко становится руководителем регулярных заседаний «Литературно-философского общества им. Ф. М. Достоевского». В работе семинара принимали участие такие известные деятели современной русской культуры, как А. В. Гулыга, И. Р. Шафаревич, А. В. Михайлов, П. В. Палиевский и др. В нач. 90-х годов, участвуя в подготовке выпуска альманаха «Опыты», происходит его тесное знакомство с литературно-философскими трудами И. Р. Шафаревича. В 1991 г. в газете «День» от 29 декабря 1991 появляется публикация «интервью-беседы» А. Н. Павленко с И. Р. Шафаревичем под названием «По эту сторону добра и зла» (Полный вариант «беседы» см.: Шафаревич И. Р., Сочинения в 3-х томах, М. Феникс, Т. 2,С.487-505).
- Член редколлегии журнала «Вестник Харьковского национального университета (Философия)»
- Член редколлегии электронного журнала «Философские проблемы информационных технологий и киберпространства»[31]
- Член наблюдательного совета журнала «Diogenes» (Болгария)

### Интервью
- Беседа с философом о науке и религии. Интервью А. Н. Павленко // «Дубна. Ру». Новости, информация, ресурсы. 2009

### Видео
- Антропный принцип. Телебеседа В. В. Казютинского и А. Н. Павленко с Александром Гордоном. 05.11.2003, НТВ, программа А. Гордона.
- Выступление Павленко А. Н. Архивная копия от 6 февраля 2016 на Wayback Machine на конференции «Наука. Философия. Религия», Дубна, 2013
- Выступление Павленко А.Н Архивная копия от 18 сентября 2016 на Wayback Machine на конференции «Проблема жизни во Вселенной: естественнонаучный и богословский подход», Москва, 2015.